# The Big Bluff
The Big Bluff este un film noir american din 1955 regizat de W. Lee Wilder. În rolurile principale joacă actorii John Bromfield, Martha Vickers și Robert Hutton.

## Actori
- John Bromfield ca Ricardo 'Rick' De Villa
- Martha Vickers ca Valerie Bancroft
- Robert Hutton ca Dr. Peter Kirk
- Rosemarie Bowe ca Fritzi Darvel
- Eve Miller ca Detective Sgt. John Fullmer
- Eddie Bee ca Don Darvel
- Robert Bice ca Dr. Tom Harrison
- Pierre Watkin ca Jim Winthrop
- Beal Wong ca Art Dealer
- Rusty Wescoatt ca Husky Detective at Finale
- Mitchell Kowal ca Coroner
- Jack Daly ca Master of Ceremonies